# Alan Brewer
Alan West Brewer (* 1915 in Montreal, Québec; † 21. November 2007) war ein britisch-kanadischer Physiker und Klimatologe.

## Leben und Werk
Brewer wurde in Montreal geboren und wuchs in Derby, England, auf. Er erhielt ein Stipendium für ein Physikstudium am University College London. Er erwarb dort seinen Master of Science und begann 1937 für das Met Office zu arbeiten. Während des Zweiten Weltkriegs untersuchte er für die Royal Air Force Kondensstreifen und entdeckte dabei, dass die Stratosphäre viel trockener ist als bis dahin angenommen. Später führte diese Beobachtung zur Entwicklung der Brewer-Dobson-Zirkulation.
Brewer arbeitete von 1948 bis 1962 am „Subdepartment of Atmospheric, Oceanic and Planetary Physics“ der University of Oxford und wurde dann Professor an der University of Toronto. 1977 ging Brewer von der Universität Toronto in den Ruhestand und kehrte nach England, nach Devon, zurück, wo er bis zum Alter von fast 80 Jahren Landwirtschaft betrieb. Ende 1959 entwickelten er und James Milford die Oxford-Kew-Ozonsonde und zusammen mit Dave Wardle das Brewer-Ozonspektralphotometer, ein genaues Instrument zur Messung von Ozon. Brewer heiratete 1939 Iris, eine andere UCL-Physikerin. Sie hatten drei Kinder.